# Parcs nationaux de Croatie

1 Brijuni
2 Kornati
3 Krka
4 Mljet
5 Paklenica
6 Lacs de Plitvice
7 Risnjak
8 Sjeverni Velebit

Les parcs nationaux de Croatie sont au nombre de huit : trois en zone montagneuse (Paklenica, Plitvice, Risnjak) et cinq en zone côtière (Brijuni (Brioni), Mljet, Kornati, Krka, Velebit) représentant une superficie de 79 320 hectares, soit 7,5 % du pays avec comme projet de doubler l’étendue des espaces protégés dans le cadre de parcs nationaux ou d’autres régimes de protection de l’environnement.
L'entrée de la plupart des parcs nationaux de Croatie est payante, les visiteurs doivent s'acquitter d'un droit d'entrée, en fonction de leur âge et de la saison, afin de participer au financement des parcs.
Les huit parcs sont en catégorie II de la classification CMAP.

## Liste
- Le Parc national des lacs de Plitvice
- Le Parc national de Paklenica
- Le Parc national de Risnjak
- Le Parc national de Mljet
- Le Parc national de l'archipel des Kornati
- Le Parc national de l'archipel des Brijuni
- Le Parc national de Krka
- Le Parc national de Sjeverni Velebit